# Hemijana griseola
Hemijana griseola är en fjärilsart som beskrevs av Rothschild 1917. Hemijana griseola ingår i släktet Hemijana och familjen Eupterotidae. Inga underarter finns listade i Catalogue of Life.